# Goppili
Goppili är en ort i Indien.   Den ligger i distriktet Srīkākulam och delstaten Andhra Pradesh, i den sydöstra delen av landet, 1 300 km sydost om huvudstaden New Delhi. Goppili ligger 46 meter över havet och antalet invånare är 2 546.
Terrängen runt Goppili är kuperad åt nordväst, men åt sydost är den platt. Runt Goppili är det tätbefolkat, med 297 invånare per kvadratkilometer. Närmaste större samhälle är Palāsa, 8,1 km sydost om Goppili. Omgivningarna runt Goppili är en mosaik av jordbruksmark och naturlig växtlighet.